# Русаков, Игорь Сергеевич
И́горь Серге́евич Русако́в — советский и российский тренер по фигурному катанию. Кандидат в мастера спорта СССР.  
Род.13 февраля 1959, Чугуев, Чугуевский район (Харьковская область),  УССР СССР — 23 июля 2003, Москва, Россия. 

## Образование
ГЦОЛИФК 1980,
ГИТИС 1990.

## Как спортсмен
Фигурным катанием на коньках начал заниматься с 5 лет (стадион «Октябрь», Москва). Затем — секция фигурного катания на коньках Центрального стадиона «Динамо» (Москва).
- Тренер — Горбунова Галина Михайловна
- Хореограф — Бом Наталья Сергеевна.

## Как тренер
Тренер ЭСДЮШОР Стадиона Юных Пионеров (СЮП) (Москва). Игорь Русаков кроме тренерского образования, полученного в ГЦОЛИФКе 1980, закончил ГИТИС в 1990 как хореограф, что несомненно помогало ему ставить неординарные программы. Также он был специалистом прыжковой техники. В 1999-м И. Русаков впервые в истории поставил Климкину в произвольной программе два разных прыжка в четыре оборота - тулуп и сальхов. Его ученики нередко прыгали прыжки в обе стороны.

### Ученики
- Светлана Муравьева,
- Татьяна Рачкова,
- Александр Честных,
- Татьяна Плющева,
- Юлия Лебедева
- Дарья Тимошенко
- Илья Климкин,
- Владимир Ганин,
- Вахтанг Мурванидзе,
- Михаил Мясков

### Игорь Русаков и Илья Климкин
Русаков тренировал Климкина с 1991 года и до конца своей жизни (2003).
Под руководством Русакова Илья победил в Чемпионате Мира среди юниоров, был призёром Чемпионатов России уступая Плющенко и Абту, неоднократно побеждал на этапах мирового Гран-при, занял 2 место в финале Гран-при, снова уступив только Плющенко, был четвёртым на Чемпионате Европы и девятым на Чемпионате Мира. Не задолго до смерти И. Русаков передал И. Климкина другому известному тренеру Виктору Кудрявцеву. Кудрявцев не стал менять программу поставленную Русаковым, с которой Климкин занял третье место на Чемпионате Европы в сезоне 2003/2004.
Русаков был не просто тренером для Ильи Климкина, он был частью его семьи, особенно после смерти отца Ильи в 1999 году.

## О нём другие

### Татьяна Тарасова, (тренер)
«Игорь был творчески одаренным человеком. У него были свои приемы и подходы в освоении техники, он делал незабываемые программы!»

### Татьяна Русакова (сестра Игоря Русакова)
«Он занимался с ребятами одержимо, с любовью. Илья Климкин, Вахтанг Мурванидзе, Максим Шипов, Татьяна Плющева, Татьяна Рачкова — все были талантливыми и перспективными, могли претендовать на медали. Игорь учил их всему, что знал, к чему пришел сам. В жизни руководствовался принципом „пусть малое, но самое лучшее“. Никаких полутонов! Если ставится программа, то сделать все по максимуму и идеально. 
Игорь был обстоятелен, аккуратен. Открытый, гостеприимный, человек,- никогда никому не завидовал, не делал зла, любил юмор. Он любил читать хорошие книги, ходил в театр, интересовался балетом.»

### Илья Климкин (ученик Игоря Русакова)
«Игорь никогда не был жестким с учениками, скорее требовательным. Когда папы не стало, Игорь заменил мне отца. Мы с ним сблизились — вместе проводили время, он меня сильно поддерживал. Все, чему научился у Игоря, я передаю теперь своим ученикам.»

### Ирина Колганова (хореограф, коллега Игоря Русакова)
«Он всегда был на льду на коньках — показывал то, что придумал. Потом спрашивал меня, можно ли это сделать и будет ли это гармонично смотреться. Он был талантливым постановщиком. Любил современный балет с ломаной пластикой, обладал авангардным мышлением. И во всем был на шаг впереди.»

### Владимир Барац (тренер по фигурному катанию)
«Вместе с Игорем мы учились в одной группе в ГЦОЛИФКе. Он меня всегда поражал своим огромным желанием узнать больше, найти новое, попробовать что-то ещё. Позже, после окончания института, мы, с моими учениками, приезжали к нему на тренировки и каждый наш приезд Игорь поражал меня своими новыми находками, и тем как его ученики легко выполняли задуманное им.
После его смерти, мы с нашими учениками и их родителями решили создать клуб, названный именем Игоря Русакова , чтобы сохранить память об этом замечательном человеке, спортсмене и тренере.»

## Мария Русакова (дочь)
« Хотелось бы, чтобы люди помнили отца не только как спортсмена и тренера, добившегося неоспоримых достижений в Российском фигурном катании но и знали его как человека, со своим привычками, характером, во многом повлиявшими на составляющую методик обучения, программ. Думаю, его личность и судьба будут интересны многим будущим поколениям. Ведь он жил не только творчеством, безусловно опередившим свой век авангардностью и техникой, но и был для нас примером, иконой стиля, прекрасным наставником и любимым папой"